# Sphenoraia decemmaculata
Sphenoraia decemmaculata (лат.) — вид жуков-листоедов рода Sphenoraia из подсемейства Козявки (Hylaspini, Galerucinae).

## Распространение
Встречается в Юго-Восточной Азии: Китай (Сычуань, Юньнань).

## Описание
Мелкие жуки-листоеды. Самец: длина 6,2 мм, ширина 4,5 мм. Самка: длина 6,3 мм, ширина 4,4 мм. Голова и переднеспинка желтовато-коричневые, усики, щитик, вентральная поверхность тела и ноги чёрные, надкрылья жёлтые, каждое с пятью чёрными пятнами, базальная и средняя области каждого надкрылья с одной парой пятен, субапикальная область с одним пятном. Пронотум примерно в два раза шире длины, боковые края прямые и параллельные, передний угол утолщён, выступает вперёд, диск слегка выпуклый и скудно покрыт мелкими точками. Щитик треугольный, покрыт мелкими точками. Основания обоих надкрылий шире переднеспинки, постепенно расширяются кзади и закруглены на вершине; дорсальная поверхность слабо выпуклая и неравномерно покрыта крупными, глубокими точками, промежутки между точками немного шире, чем диаметр отдельных точек. Метастернум в 2,5 раза длиннее мезостернума; передние ноги самые короткие, мезоторакальные немного длиннее, задние ноги самые длинные. Нижняя поверхность брюшка с 5 сегментами, сегмент 1 самый длинный, сегменты 2—4 постепенно укорачиваются, вершинный сегмент немного длиннее 4-го сегмента. Вид был впервые описан в 2022 году и близко похож на Sphenoraia anjiensis, но отличается от него чёрной переднеспинкой и жёлтым брюшком. У нового вида голова и переднеспинка коричневые, а на каждом надкрылье пять чёрных пятен: основание и середина каждого надкрылья с парой пятен, субвершина с одним пятном. Эдеагус короткий и широкий, постепенно расширяется апикально и закруглён на вершине.